# Brachytria occidentalis
Brachytria occidentalis là một loài bọ cánh cứng trong họ Cerambycidae.